# Musikåret 1960

## Händelser
- 2 februari – Inger Berggrens och Östen Warnerbrings låt Alla andra får varann vinner den svenska uttagningen till Eurovision Song Contest på Cirkus i Stockholm, men i den europeiska finalen blir det Siw Malmkvist som får sjunga den [1].
- 29 mars – Jacqueline Boyers låt Tom Pillibi vinner Eurovision Song Contest i London för Frankrike [2].

## Priser och utmärkelser
- Stora Christ Johnson-priset – Dag Wirén för Symfoni nr 4
- Mindre Christ Johnson-priset – Hans Eklund för Musik för orkester
- Medaljen för tonkonstens främjande – Gottfrid Boon, Einar Sundström och Nils Wieslander
- Spelmannen – Gösta Nystroem

## Årets album
Vänligen sortera soloartister på efternamn, musikgrupper på förstabokstaven (utan engelskans "The" och "A")
- Brita Borg – B som i Brita Borg[3]
- Chuck Berry – Rockin' at the Hops
- Art Blakey & The Jazz Messengers – A Night in Tunisia
- Ornette Coleman – This Is Our Music
- John Coltrane – Giant Steps
- The Everly Brothers – The Fabulous Style of the Everly Brothers
- The Everly Brothers – It's Everly Time
- Ricky Nelson – More Songs By Ricky
- Roy Orbison – Lonely and Blue
- Swe-Danes – Scandinavian Shuffle
- Sven-Bertil Taube – Carl Michael Bellman

## Årets singlar & hitlåtar
Vänligen sortera soloartister på efternamn, musikgrupper på förstabokstaven (utan engelskans "The" och "A")
- Johnny Burnette – Dreamin'
- Eddie Cochran – Three Steps to Heaven
- Sam Cooke – Wonderful World
- Fats Domino – Walking to New Orleans
- The Drifters – Save the Last Dance for Me
- The Everly Brothers – Let It Be Me
- The Everly Brothers – Cathy's Clown
- The Everly Brothers – When Will I Be Loved
- The Everly Brothers – So Sad (To Watch Good Love Go Bad)
- Brian Hyland – Itsy Bitsy Teenie Weenie Yellow Polka Dot Bikini
- Bob Luman – Let's Think About Living
- Lars Lönndahl – Aldrig på en söndag
- Lars Lönndahl – Pappa älskar mamma
- Roy Orbison – Only the Lonely
- Elvis Presley – Stuck On You / Fame and Fortune
- Elvis Presley – It's Now or Never / A Mess of Blues
- Elvis Presley – Are You Lonesome Tonight? / I Gotta Know
- The Shadows – Apache

## Årets sångböcker och psalmböcker
- Sven-Bertil Taube – Hjärtats nyckel heter sång [4]

## Födda
- 11 januari – Vicki Peterson, amerikansk musiker, medlem av The Bangles.
- 19 januari – Dan Laurin, svensk blockflöjtist.
- 6 februari – Holly Johnson, brittisk musiker, sångare i Frankie Goes to Hollywood.
- 20 februari – Kee Marcello, eg. Kjell Hilding Löfbom, svensk musiker, gitarrist i Europe 1986-92.
- 11 mars – Tommy Nilsson, svensk sångare.
- 13 mars – Adam Clayton, basist i den irländska gruppen U2.
- 17 mars – Torkel Knutsson, svensk skådespelare, filmproducent, sångare och regissör.
- 17 mars – Lotta Tejle, svensk sångare och skådespelare.
- 19 mars – Eliane Elias, brasiliansk pianist och sångare.
- 24 mars – Nena, eg Susanne Kerner, tysk sångare.
- 10 maj – Bono, eg. Paul Hewson, irländsk musiker, sångare i rockgruppen U2.
- 12 maj – Lena Willemark, svensk sångare och riksspelman.
- 25 maj – Jeanette Holmgren, svensk skådespelare och sångare.
- 9 juni – Eva Dahlgren, svensk sångare och författare.
- 20 juni – John Taylor, brittisk musiker, basist i Duran Duran.
- 14 juli – Angélique Kidjo, beninsk-fransk sångare, musiker och låtskrivare.
- 28 juli – Chris Reece, musiker, Social Distortion.
- 1 augusti – Chuck D, amerikansk musiker, medlem i Public Enemy.
- 14 augusti – Sarah Brightman, brittisk sopran och skådespelare.
- 8 september – Aimee Mann, amerikansk sångare.
- 21 september – Mats Rondin, svensk cellist och dirigent.
- 5 november – Annika Skoglund, svensk opera- och jazzsångerska
- 19 november – Matt Sorum, amerikansk musiker som spelat i bl.a. Guns N' Roses och Velvet Revolver.

## Avlidna
- 4 mars – Leonard Warren, 48, amerikansk operasångare (baryton).
- 12 mars – Rune Ellboj, 48, svensk kapellmästare, musiker (altsaxofon).
- 11 april – Rosa Grünberg, 82, svensk skådespelare och opera- och operettsångerska.
- 6 maj – Paul Abraham, 67, ungersk-tysk operettkompositör.
- 8 maj – Hugo Alfvén, 88, svensk tonsättare.
- 2 augusti – Adolf Niska, 76, svensk operettsångare, skådespelare, manusförfattare och regissör.
- 5 augusti – Robert Jonsson, 80, svensk skådespelare och sångare.
- 9 september – Jussi Björling, 49, svensk opera- och konsertsångare.
- 7 oktober – Sven Rüno, 59, svensk kompositör, textförfattare, pianist och kapellmästare.
- 22 november – Gustav Fonandern, 80, svensk arkitekt, sångare, textförfattare och skådespelare.

### Fotnoter
1. ↑  Poplight - Melodifestivalen.
2. ↑  Poplight - Eurovision Song Contest.
3. ↑  ”B som i Brita Borg”. Svensk mediedatabas. 3 juni 1960. http://smdb.kb.se/catalog/id/001453415. Läst 13 juni 2012.
4. ↑  ”Evert Taubes visböcker med innehåll”. http://www.abc.se/~m8169/taube/taubevis.html. Läst 23 mars 2011.